# Michael Engel (Politiker)
Michael Engel war ein bayerischer Beamter und Abgeordneter.
Der Jurist Engel war königlicher Appellationsgerichtsassessor in Freising. Am 30. Oktober 1854 rückte er für den verstorbenen Eduard Herrmann als Abgeordneter in die Kammer der Abgeordneten des Bayerischen Landtags nach, dem er bis 1855 angehörte.